# Raúl Marcelo Santos
Raúl Marcelo Santos Hernández (La Ceiba, Atlántida, Honduras, 2 de agosto de 1992) es un futbolista hondureño. Juega de lateral derecho o Defensa central y su equipo actual es el Motagua de la Liga Nacional de Honduras.

## Trayectoria

### Vida
Debutó en Primera División el 20 de enero de 2013 durante la derrota de su equipo por 0 a 2 contra Olimpia por la primera jornada del Torneo Clausura. 
El 30 de marzo de 2014 anotó su primer gol profesional, en un juego contra Deportes Savio que finalizó con triunfo de 2 a 0 para el Vida.
En su último torneo disputó ocho juegos y convirtió un gol. 

### Motagua
El 6 de julio de 2017, a petición de Diego Martín Vásquez, se concretó su transferencia al Motagua.

## Estadísticas

### ClubeActualizado al 9 de diciembre de 2023.
| C. D. S. Vida Honduras |               |               |     |    |   |    |    |     |     |      |      |
| 1.ª | 2012-13       | 15            | 0   | -  | - | -  | -  | 15  | 0   | 0.00 |      |
| 1.ª | 2013-14       | 29            | 1   | -  | - | -  | -  | 29  | 1   | 0.04 |      |
| 1.ª | 2014-15       | 33            | 1   | 0  | 0 | -  | -  | 33  | 1   | 0.03 |      |
| 1.ª | 2015-16       | 17            | 1   | 0  | 0 | -  | -  | 17  | 1   | 0.06 |      |
| 1.ª | 2016-17       | 17            | 2   | 0  | 0 | -  | -  | 17  | 2   | 0.12 |      |
| Total club | Total club    | 111           | 5   | 0  | 0 | 0  | 0  | 111 | 5   | 0.05 |      |
| F. C. Motagua Honduras |               |               |     |    |   |    |    |     |     |      |      |
| 1.ª | 2017-18       | 25            | 0   | 0  | 0 | 0  | 0  | 25  | 0   | 0.00 |      |
| 1.ª | 2018-19       | 30            | 0   | -  | - | 10 | 0  | 40  | 0   | 0.00 |      |
| 1.ª | 2019-20       | 15            | 0   | -  | - | 1  | 0  | 16  | 0   | 0.00 |      |
| 1.ª | 2020-21       | 25            | 0   | -  | - | 6  | 0  | 31  | 0   | 0.00 |      |
| 1.ª | 2021-22       | 31            | 1   | -  | - | 6  | 0  | 37  | 1   | 0.00 |      |
| | 2022-23       | 35            | 6   | -  | - | 8  | 0  | 43  | 6   | 0.11 |      |
| | 2023-24       | 36            | 0   | -  | - | 11 | 0  | 47  | 0   | 0.00 |      |
| | 2024-25       | 37            | 0   | -  | - | 10 | 1  | 47  | 1   | 0.04 |      |
| Total club | Total club    | 234           | 7   | 0  | 0 | 52 | 1  | 286 | 8   | 0.01 |      |
| Total carrera | Total carrera | Total carrera | 345 | 12 | 0 | 0  | 52 | 1   | 397 | 13   | 0.03 |
| (1) Incluye datos de la Liga de Campeones de la Concacaf (2018-22) y Liga Concacaf (2018-21). (2) No incluye goles en partidos amistosos. |               |               |     |    |   |    |    |     |     |      |      |

## Palmarés

### Campeonatos nacionales
| Título                | Club          | País     | Año  |
| --------------------- | ------------- | -------- | ---- |
| Supercopa de Honduras | F. C. Motagua | Honduras | 2017 |
| Torneo Apertura       | F. C. Motagua | Honduras | 2018 |
| Torneo Clausura       | F. C. Motagua | Honduras | 2019 |
| Torneo Clausura       | F. C. Motagua | Honduras | 2022 |